# Скотланд (Пенсилванија)
Скотланд (енгл. Scotland) насељено је место без административног статуса у америчкој савезној држави Пенсилванија.

## Демографија
По попису из 2010. године број становника је 1.395.
| Група             | 2000.    | 2010.         |
| Белци             | 0 (0,0%) | 1.309 (93,8%) |
| Афроамериканци    | 0 (0,0%) | 35 (2,5%)     |
| Азијати           | 0 (0,0%) | 8 (0,6%)      |
| Хиспаноамериканци | 0 (0,0%) | 26 (1,9%)     |
| Укупно            | 0        | 1.395         |